# Biuncaria
Biuncaria là một chi bướm đêm thuộc phân họ Tortricinae của họ Tortricidae.

## Các loài
- Biuncaria kenteana (Staudinger, 1892)
- Biuncaria kerzhneri (Kuznetzov, 1972)